# Шерстнёв, Игорь Александрович
И́горь Алекса́ндрович Шерстнёв (7 июня 1924, Яранск, Вятская губерния — 8 апреля 2005, Курган) — председатель Курганского областного суда (1960—1970), участник Великой Отечественной войны, лейтенант.

## Биография
Игорь Александрович Шерстнёв родился 7 июня 1924 года в городе Яранске Яранского уезда Вятской губернии, ныне город — административный центр Яранского городского поселения и Яранского района Кировской области.
В сентябре 1941 года призван в Рабоче-крестьянскую Красную Армию. Участник Великой Отечественной войны. С января по февраль 1942 года — стрелок 19-й стрелковой бригады. С марта по октябрь 1942 года — командир расчёта 82-мм миномёта 107-й стрелковой дивизии Воронежского фронта. В сентябре 1942 года был ранен. С апреля 1943 года по июнь 1944 года — стрелок-радист 1-го гвардейского Донского танкового корпуса Брянского фронта, затем — командир бронетранспортёра на 1-м Белорусском фронте. В июле 1944 г. получил тяжёлое ранение и в октябре того же года был демобилизован, лейтенант.
В 1949 году избран членом Курганского областного суда.
С 28 марта 1953 года — заместитель председателя Курганского областного суда по уголовным делам.
С 29 ноября 1960 года — председатель Курганского областного суда.
В 1970 году освобождён от занимаемой должности по собственному желанию.
Игорь Александрович Шерстнёв умер 8 апреля 2005 года. Похоронен на кладбище села Кетово Кетовского сельсовета Кетовского района Курганской области, ныне село — административный центр Кетовского муниципального округа той же области.

## Награды
- Орден Отечественной войны I степени, 6 апреля 1985 года[3]
- Орден Красной Звезды, 6 мая 1965 года
- Юбилейная медаль «За доблестный труд. В ознаменование 100-летия со дня рождения Владимира Ильича Ленина», 1970 год
- Медаль «За победу над Германией в Великой Отечественной войне 1941—1945 гг.»
- Юбилейная медаль «Двадцать лет Победы в Великой Отечественной войне 1941—1945 гг.»
- Юбилейная медаль «Тридцать лет Победы в Великой Отечественной войне 1941—1945 гг.»
- Юбилейная медаль «Сорок лет Победы в Великой Отечественной войне 1941—1945 гг.»
- Юбилейная медаль «50 лет Победы в Великой Отечественной войне 1941—1945 гг.»
- Медаль Жукова
- Юбилейная медаль «60 лет Вооружённых Сил СССР»
- Юбилейная медаль «70 лет Вооружённых Сил СССР»
- Знак «25 лет победы в Великой Отечественной войне»
- Знак «Ветеран 1-го гвардейского Донского танкового корпуса»
- Знак «Ветеран 65-й армии»

## Семья
Жена — Шерстнева Валентина Яковлевна (23 февраля 1927 — 2 сентября 2009)